# Uncas

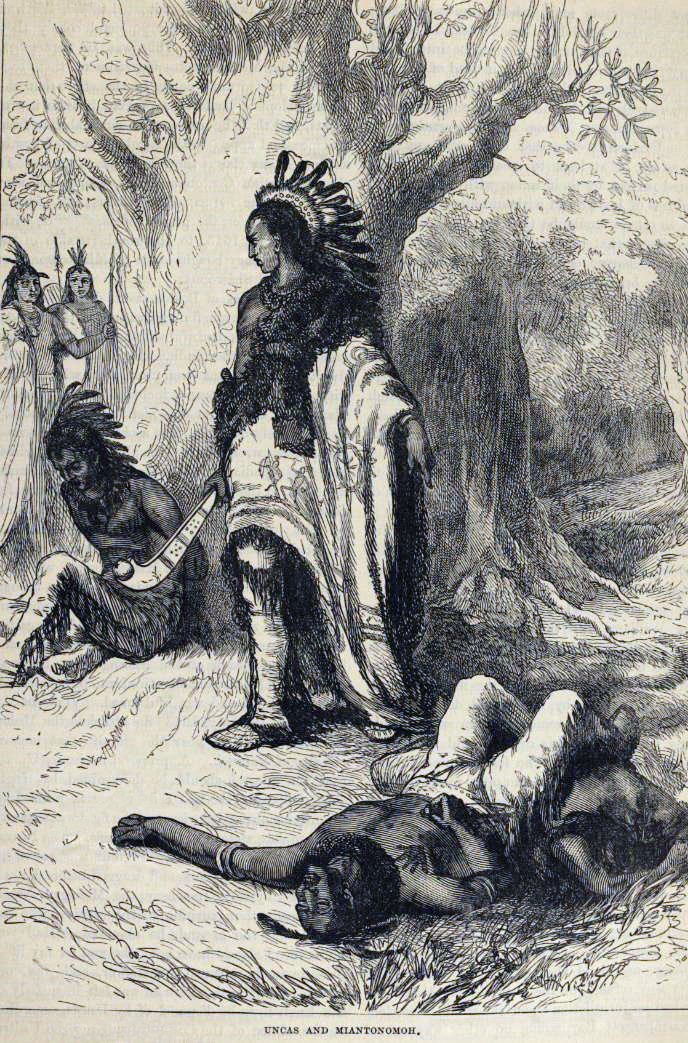
Uncas y Miantonomoh.

Uncas (en algonquino Wonkus “zorro”) (c. 1588-c. 1683) fue un sachem (cacique) de los moheganos que los convirtió en la principal tribu india regional del bajo Connecticut, gracias a su alianza con los colonos de Nueva Inglaterra contra otras tribus indias. Dio apoyo a los colonos en la Guerra Pequot de 1637. También se enfrentó al narragansett Miantonomo, y en 1675 ayudó a los ingleses contra los wampanoag.
A pesar de tener el mismo nombre, no tiene nada que ver con el personaje Uncas, que aparece en la novela El último mohicano, de James Fenimore Cooper, ya que este último se refiere a los mohicanos (o mahicanos), tribu algonquina más septentrional.

## Primeros años y familia
Uncas nació cerca del río Thames en el actual Connecticut, hijo del sachem mohegano Owaneco. Uncas es una variante del término mohegano Wonkus, que significa "zorro". Era descendiente de los principales sachems (caciques) de los moheganos, pequots y narragansetts. Owaneco presidía el pueblo conocido como Montonesuck. Uncas era bilingüe, aprendiendo mohegano y algo de inglés, y posiblemente algo de holandés.
En 1626, Owaneco consiguió que Uncas se casara con la hija del principal sachem pequot, Tatobem, para asegurarse una alianza con ellos. Owaneco murió poco después de este matrimonio y Uncas tuvo que someterse a la autoridad de Tatobem. Tatobem fue capturado y asesinado por los holandeses en 1633; Sassacus se convirtió en su sucesor, pero Uncas consideraba que era él quien merecía ser sachem.
La alianza de Owaneco con Tatobem se basaba en un equilibrio de poder entre los moheganos y los pequots. Tras la muerte de Owaneco, el equilibrio cambió a favor de los pequots. Uncas no estaba dispuesto a desafiar el poder de Tatobem, y sin embargo, comenzó a impugnar la autoridad pequot sobre los moheganos. En 1634, con el apoyo de los narragansett, Uncas se rebeló contra Sassacus y la autoridad pequot. Uncas fue derrotado y se convirtió en un exiliado entre los narragansetts. Pronto regresó del exilio tras humillarse ritualmente ante Sassacus. Sus fallidos desafíos hicieron que Uncas tuviera poca tierra y pocos seguidores, pero Uncas vio que los colonos puritanos recién llegados, aunque pocos, tenían mejores armas y eran valientes, así que empezó a desarrollar una nueva estrategia y alianza para trabajar hacia su objetivo final de convertirse en Gran Sachem.

## Guerra pequot
Hacia 1635, Uncas entabló relaciones con importantes figuras de la Colonia de Connecticut. Se hizo aliado de confianza del capitán John Mason, sociedad que duró tres décadas y media y varias generaciones familiares subsiguientes. Uncas informó a Jonathan Brewster de que Sassacus planeaba atacar a los colonos en el río Connecticut. Brewster describió a Uncas como "fiel" a los colonos.
En 1637, durante la Guerra Pequot, Uncas se alió con los colonos de Nueva Inglaterra y contra los pequots. Comandó a sus moheganos en un ataque conjunto con los colonos contra los pequots cerca de Saybrook y contra el fuerte pequot en el río Místico. Los pequots fueron derrotados y los moheganos incorporaron a gran parte del pueblo pequot restante y sus tierras. En el Tratado de Hartford de 1638, Uncas convirtió a los moheganos en tributarios de la colonia del río Connecticut. El tratado establecía que Uncas solo podía perseguir sus intereses en el territorio pequot con la aprobación explícita de la Colonia de Connecticut. Los moheganos se habían convertido en una potencia regional.
En 1640, Uncas añadió a Sebequanash de los hammonassets a sus varias esposas. Este matrimonio dio a Uncas algún control sobre sus tierras, que rápidamente vendió a los colonos de Nueva Inglaterra. Los hammonassets se mudaron y se convirtieron en moheganos. 

## Guerra con los narragansett
Los moheganos estaban en continuo conflicto con los narragansetts por el control de las antiguas tierras de los pequots. En el verano de 1643, este conflicto se convirtió en una guerra.
Los moheganos derrotaron a una fuerza de invasión narragansett de unos 1.000 hombres y capturaron a su sachem Miantonomo. Uncas ejecutó a varios de los compañeros de guerra de Miantonomo delante de él, tratando de sacar una respuesta de Miantonomo. De acuerdo con el tratado de 1638, entregó a Miantonomo a los colonos de Nueva Inglaterra.
Los colonos le sometieron a juicio y le declararon culpable. Uncas solicitó y obtuvo la autoridad para dar muerte a Miantonomo, siempre que el asesinato fuera realizado por manos indias en territorio indio para evitar dificultades entre los narragansetts y los colonos. Posteriormente, Miantonomo escapó del poblado mohegano donde estaba retenido y saltó las cataratas de Yantic para escapar de los moheganos que le perseguían. Este lugar también se conoce como el Salto Indio. El hermano de Uncas, Wawequa, que lideraba la persecución, alcanzó a Miantonomo y le asestó un golpe mortal en la nuca con un tomahawk. Cerca del lugar de la muerte de Miantonomo hay un monumento. Se desconoce el lugar exacto, ya que las piedras que marcaban la ubicación original de la tumba de Miantonomo fueron supuestamente utilizadas por los primeros colonos para construir un granero.
El sachem narragansett Pessachus propuso ir a la guerra para vengar la muerte de Miantonomo, pero los colonos prometieron apoyar a los moheganos. Los colonos de la Confederación de Nueva Inglaterra formaron una alianza con los moheganos para su defensa. Los ataques de los narragansett comenzaron en junio de 1644. Con cada éxito, el número de aliados de los narragansett aumentaba. En 1645, Uncas y los moheganos estaban sitiados en el fuerte Shantok, en Shattuck's Point, y a punto de sufrir una derrota total cuando los colonos los aliviaron con suministros, dirigidos por Thomas Tracy y Thomas Leffingwell, y levantaron el asedio. La Confederación de Nueva Inglaterra se comprometió a llevar a cabo cualquier acción ofensiva necesaria para preservar a Uncas en "su libertad y patrimonio". La administración de Nueva Inglaterra envió tropas para defender el fuerte mohegano de Shantok. Cuando los colonos amenazaron con invadir el territorio de los narragansett, éstos firmaron un tratado de paz.
En 1646, la tribu tributaria en Nameag, formada por antiguos pequots, se alió con los colonos e intentó ser más independiente. En respuesta, Uncas atacó y saqueó la aldea. El gobernador de la Colonia de la Bahía respondió amenazando con permitir que los narragansetts atacaran a los moheganos. Durante los años siguientes, los colonos de Nueva Inglaterra afirmaron la condición de tributarios de los nameag y apoyaron a los nameag en su independencia. En 1655, el gobierno de Nueva Inglaterra retiró a la tribu de la autoridad de Uncas.

## La guerra del rey Felipe
La Guerra del Rey Felipe comenzó en junio de 1675. En el verano, los moheganos entraron en la guerra del lado de los colonos de Nueva Inglaterra. Uncas comandó sus fuerzas en ataques conjuntos con los colonos contra los wampanoags. En diciembre, una fuerza combinada de Nueva Inglaterra y mohegana atacó a un grupo de narragansetts. Los moheganos siguieron manteniendo su alianza hasta el final de la guerra en julio de 1676.
Uncas murió en algún momento entre junio de 1683 y junio de 1684 en Norwich, condado de New London, Connecticut.